# Idaho Stampede 2013-2014
La stagione 2013-14 degli Idaho Stampede fu l'8ª nella NBA D-League per la franchigia.
Gli Idaho Stampede arrivarono quinti nella West Division con un record di 24-26, non qualificandosi per i play-off.

## Roster
|    | Naz.                   | Ruolo | Sportivo          | Anno | Alt. | Peso |  |
| -- | ---------------------- | ----- | ----------------- | ---- | ---- | ---- |  |
| 4  | Stati Uniti (bandiera) | G     | Dee Bost          | 1989 | 188  | 80   |  |
| 11 | Stati Uniti (bandiera) | G     | Pierre Jackson    | 1991 | 180  | 80   |  |
| 14 | Stati Uniti (bandiera) | G     | Allen Crabbe      | 1992 | 198  | 95   |  |
| 14 | Canada (bandiera)      | G     | Christian Kabongo | 1990 | 193  | 91   |  |
| 15 | Stati Uniti (bandiera) | G     | Vander Blue       | 1992 | 196  | 89   |  |
| 15 | Stati Uniti (bandiera) | A     | E.J. Singler      | 1990 | 198  | 98   |  |
| 17 | Stati Uniti (bandiera) | G     | Antoine Hood      | 1983 | 193  | 91   |  |
| 17 | Stati Uniti (bandiera) | G     | Dexter Strickland | 1990 | 191  | 82   |  |
| 18 | Stati Uniti (bandiera) | G     | Reggie Hearn      | 1991 | 193  | 95   |  |
| 21 | Stati Uniti (bandiera) | A     | Jason Ellis       | 1982 | 201  | 91   |  |
| 22 | Stati Uniti (bandiera) | G     | Scott Machado     | 1990 | 188  | 93   |  |
| 22 | Stati Uniti (bandiera) | G     | C.J. McCollum     | 1991 | 191  | 89   |  |
| 23 | Stati Uniti (bandiera) | G     | Reggie Hamilton   | 1989 | 180  | 82   |  |
| 23 | Stati Uniti (bandiera) | A     | C.J. Leslie       | 1991 | 206  | 95   |  |
| 24 | Stati Uniti (bandiera) | A     | Richard Howell    | 1990 | 203  | 113  |  |
| 24 | Stati Uniti (bandiera) | A     | Darnell Lazare    | 1985 | 203  | 109  |  |
| 33 | Stati Uniti (bandiera) | G     | Kevin Murphy      | 1990 | 196  | 84   |  |
| 34 | Stati Uniti (bandiera) | A     | Kellen Thornton   | 1988 | 201  | 110  |  |
| 42 | Stati Uniti (bandiera) | AC    | Derrick Caracter  | 1988 | 206  | 125  |  |
| 50 | Stati Uniti (bandiera) | A     | Dallas Lauderdale | 1988 | 203  | 118  |  |

## Staff tecnico
- Allenatore: Mike Peck
- Vice-allenatori: Robert Werdann, Zendon Hamilton
- Preparatore atletico: Ben Perez-Pringle